# Антонишки (Минский район)
Антонишки (бел. Антані́шкі) — деревня в Минском районе Минской области Республики Беларусь. В составе Щомыслицкого сельсовета.

## География
В 10 км от Минска, на автодороге Н8998. 
Ближайшие населённые пункты в 1 км Богатырёво, в 2 км Дворицкая Слобода, Озерцо.

## Население

### Численность
- 2009 год — 12 жителей

### Динамика
- 1999 год — 24 человек (перепись населения)
- 2009 год — 12 жителей (перепись населения)

## Улицы
- Лесная
- Таёжная
- Центральная